# Calonotos antennata
Calonotos antennata là một loài bướm đêm thuộc phân họ Arctiinae, họ Erebidae.